# Pinocchio (album)
Pinocchio là album phòng thu đầu tiên và physical tổng hợp thứ ba được phát hành bởi nhóm nhạc Hàn Quốc f(x), phát hành vào ngày 20 tháng 4 năm 2011 bởi SM Entertainment tại Hàn Quốc. Album được tái phát hành như Hot Summer (Repackage Edition) vào ngày 14 tháng 6 năm 2011 và bài hát chủ đề "Hot Summer" cũng như hai single phát hành trong năm 2009, "La Cha Ta" và "Chu~♡", cộng với bài hát phát hành trước đó "Is It Ok?". Cả hai phiên bản của album được bán tổng cộng 190,000 bản tại Hàn Quốc

## Phát hành và quảng bá

### "Pinocchio (Danger)"
MV của "Pinocchio (Danger)" được phát hành vào ngày 19 tháng 4 năm 2011. f(x) biểu diễn lần đầu trên chương trình truyền hình âm nhạc sau một năm dài gián đoạn thông qua Music Bank của KBS vào ngày 22 tháng 4 năm 2011. Bài hát "Gangsta Boy" được chọn là một phần của màn trình diễn đặc biệt. "Pinocchio (Danger)" chiến thắng tổng cộng 8 chiếc cúp trên ba chương trình âm nhạc: 3 chiếc cúp trên Inkigayo, 3 chiếc cúp trên M! Countdown và 2 chiếc cúp trên Music Bank, chiến thắng đầu tiên trên Music Bank vào ngày 29 tháng 4. Quảng bá cho "Pinocchio (Danger)" kết thúc vào ngày 29 tháng 5.

### "Hot Summer"
MV của "Hot Summer" phát hành vào ngày 17 tháng 6 thông qua trang YouTube của SM Entertainment. Bài hát trình diễn lần đầu vào ngày 17 tháng 6 trên Music Bank. Bài hát giành được 2 chiếc cúp trên: Inkigayo vào ngày 26 tháng 6 và trên M! Countdown vào ngày 30 tháng 6. Đợt quảng bá của bài hát và album kết thúc vào ngày 10 tháng 7 trên Inkigayo.

## Danh sách bài hát
| STT              | Nhan đề                                   | Phổ lời                                                                   | Phổ nhạc                                                          | Thời lượng |
| ---------------- | ----------------------------------------- | ------------------------------------------------------------------------- | ----------------------------------------------------------------- | ---------- |
| 1.               | "Pinocchio (Danger)" (피노키오; Pinokiyo) | Kenzie, Misfit                                                            | Dwight Watson, Jeff Hoeppner, Alex Cantrall, Hitchhiker           | 3:14       |
| 2.               | "Sweet Witches" (빙그르; Bing-geureu)     | Kim Bumin                                                                 | Hitchhiker                                                        | 3:28       |
| 3.               | "Dangerous"                               | Kenzie, Nermin Harambašić, Robin Jenssen, Ronny Svendsen, Anne Judith Wik | Nermin Harambašić, Robin Jenssen, Ronny Svendsen, Anne Judith Wik | 3:14       |
| 4.               | "Beautiful Goodbye"                       | Cho Hun Young                                                             | Various Artists, Kenneth Karlin, Alex Cantrall, Lindy Robbins     | 4:06       |
| 5.               | "Gangsta Boy"                             | Hong Ji Yoo, Thomas Troelsen, Mikkel Remee Sigvardt                       | Thomas Troelsen, Mikkel Remee Sigvardt                            | 3:09       |
| 6.               | "Love" (아이; Ai)                         | Song Soo Yun, Han Jae Ho, Kim Seung Soo                                   | Han Jae Ho, Kim Seung Soo                                         | 3:15       |
| 7.               | "Stand Up!"                               | Shin Jae Pyung                                                            | Shin Jae Pyung                                                    | 3:55       |
| 8.               | "My Style"                                | Lee Ji Eun, Ryan Jhun, Antwann Frost, Natasha Bougknight, Lauren Seymour  | Ryan Jhun, Antwann Frost, Natasha Bougknight, Lauren Seymour      | 3:41       |
| 9.               | "So Into U"                               | Kim Eun Soo, Shim Eun Ji                                                  | Shim Eun Ji                                                       | 3:35       |
| 10.              | "Lollipop" (feat. SHINee)                 | Hong Ji Yoo, Ryan Jhun, Tysear, Reefa, Antwann Frost, Brande Kelley       | Ryan Jhun, Tysear, Reefa, Antwann Frost, Brande Kelley            | 3:11       |
| Tổng thời lượng: | Tổng thời lượng:                          | Tổng thời lượng:                                                          | Tổng thời lượng:                                                  | 34:40      |

### Hot summer
| "Hot Summer (Repackage)" | "Hot Summer (Repackage)"                            | "Hot Summer (Repackage)"                                                  | "Hot Summer (Repackage)"                                          | "Hot Summer (Repackage)"                                   |
| STT                      | Nhan đề                                             | Phổ lời                                                                   | Phổ nhạc                                                          | Thời lượng                                                 |
| ------------------------ | --------------------------------------------------- | ------------------------------------------------------------------------- | ----------------------------------------------------------------- | ---------------------------------------------------------- |
| 1.                       | "Hot Summer"                                        | Kenzie                                                                    | Thomas Troelsen, Mikkel Remee Sigvardt                            | 3:46                                                       |
| 2.                       | "Pinocchio (Danger)" (피노키오; Pinokiyo)           | Kenzie, Misfit                                                            | Dwight Watson, Jeff Hoeppner, Alex Cantrall, Hitchhiker           | 3:14                                                       |
| 3.                       | "Sweet Witches" (빙그르; Bing-geureu)               | Kim Bumin                                                                 | Hitchhiker                                                        | 3:28                                                       |
| 4.                       | "...Is It OK?" (좋아해도 되나요; Johahaedo Doenayo) | Hwang Hyun                                                                | Hwang Hyun                                                        | 3:11                                                       |
| 5.                       | "Dangerous"                                         | Kenzie, Nermin Harambasic, Robin Jenssen, Ronny Svendsen, Anne Judith Wik | Nermin Harambasic, Robin Jenssen, Ronny Svendsen, Anne Judith Wik | 3:14                                                       |
| 6.                       | "Beautiful Goodbye"                                 | Cho Hun Young                                                             | Various Artists, Kenneth Karlin, Alex Cantrall, Lindy Robbins     | 4:06                                                       |
| 7.                       | "Gangsta Boy"                                       | Hong Ji Yoo, Thomas Troelsen, Mikkel Remee Sigvardt                       | Thomas Troelsen, Mikkel Remee Sigvardt                            | 3:09                                                       |
| 8.                       | "Love" (아이; Ai)                                   | Song Soo Yun, Han Jae Ho, Kim Seung Soo                                   | Han Jae Ho, Kim Seung Soo                                         | 3:15                                                       |
| 9.                       | "Stand Up!"                                         | Shin Jae Pyung                                                            | Shin Jae Pyung                                                    | 3:55                                                       |
| 10.                      | "My Style"                                          | Lee Ji Eun, Ryan Jhun, Antwann Frost, Natasha Bougknight, Lauren Seymour  | Ryan Jhun, Antwann Frost, Natasha Bougknight, Lauren Seymour      | 3:41                                                       |
| 11.                      | "So Into U"                                         | Kim Eun Soo, Shim Eun Ji                                                  | Shim Eun Ji                                                       | 3:35                                                       |
| 12.                      | "Lollipop" (feat. SHINee)                           | Hong Ji Yoo, Ryan Jhun, Tysear, Reefa, Antwann Frost, Brande Kelley       | Ryan Jhun, Tysear, Reefa, Antwann Frost, Brande Kelley            | 3:14                                                       |
| 13.                      | "라차타 (LA chA TA)"                                | Kenzie                                                                    |                                                                   | 3:12                                                       |
| 14.                      | "Chu~♡"                                             | Cho Yun-Gyeong                                                            | Anders Wilhelm Wollbeck, Daniel Presley, Mattias Lindblom         | 3:10                                                       |
| Tổng thời lượng:         | Tổng thời lượng:                                    | Tổng thời lượng:                                                          | Tổng thời lượng:                                                  | 48:20※ Bold track title indicates new tracks in the album. |

## Bảng xếp hạng
| Pinocchio  | 1 |
| Hot Summer | 2 |

### Doanh số và chứng nhận
| Bảng xếp hạng     | Số lượng |
| ----------------- | -------- |
| Gaon (Pinocchio)  | 98.473+  |
| Gaon (Hot Summer) | 97.877+  |

## Lịch sử phát hành
| Quốc gia | Ngày                                     | Định dạng          | Nhãn hiệu        |
| -------- | ---------------------------------------- | ------------------ | ---------------- |
| Hàn Quốc | 20 tháng 4 năm 2011                      | CD, Tải nhạc xuống | SM Entertainment |
| Toàn cầu | 20 tháng 4 năm 2011                      | Tải nhạc xuống     | SM Entertainment |
| Hàn Quốc | ngày 14 tháng 6 năm 2011 (Tái phát hành) | CD, Tải nhạc xuống | SM Entertainment |
| Toàn cầu | ngày 14 tháng 6 năm 2011 (Tái phát hành) | Tải nhạc xuống     | SM Entertainment |